# Vega Norte-Alfaguara
La Vega Norte-Alfaguara es una mancomunidad o agrupación voluntaria de municipios situada en la provincia de Granada, España. Fue creada el 13 de marzo de 1992, y tiene como objetivo la prestación servicios sociales, como los relacionados con la tercera edad, juventud, minusválidos o drogadicción en los municipios mancomunados, todos ellos pertenecientes a la comarca de la Vega de Granada.
Esta entidad está formada por los siguientes municipios:
|                  | Municipio        | Superficie | Población (2019) | Densidad | Ayto. (2019) | Pedanías                          |
| ---------------- | ---------------- | ---------- | ---------------- | -------- | ------------ | --------------------------------- |
| Alfacar          | Alfacar          | 16,72      | 5.400            | 322,97   | PSOE         | Fuente Grande                     |
| Beas de Granada  | Beas de Granada  | 23,18      | 977              | 42,15    | PSOE         |                                   |
| Cogollos Vega    | Cogollos Vega    | 49,83      | 2.031            | 40,76    | PP           |                                   |
| Huétor Santillán | Huétor Santillán | 93,20      | 1.877            | 20,14    | PP           | El Molinillo y Prado Negro        |
| Jun              | Jun              | 3,69       | 3.833            | 1038,75  | PSOE         |                                   |
| Nívar            | Nívar            | 11,17      | 994              | 88,99    | GIN          |                                   |
| Pulianas         | Pulianas         | 6,33       | 5.429            | 857,66   | PSOE         | La Joya, Los Olivos y Pulianillas |
| Víznar           | Víznar           | 12,99      | 976              | 75,13    | IU           |                                   |
|                  | TOTAL            | 217,11     | 21.517           | 99,11    |              |                                   |